# Lottstetten
Lottstetten es un municipio alemán en el distrito de Waldshut, Baden-Wurtemberg. Forman parte de Lottstetten los barrios de Balm, Dietenberg y Nack.